# 少年武道館II
『少年武道館Ⅱ』は、少年御三家のコンサートビデオ。1988年10月30日発売。発売元はポニーキャニオン。

## 収録曲
1. Diamondハリケーン
2. DAYBREAK
3. HA-TA-SHI-JO
4. 光GENJIメドレー
  1. ガラスの十代
  2. サクセスストリート
  3. 踊り子（インスト）
  4. ブルドッグ
  5. ライバルは2度ノックする
  6. ガラスの十代
5. STAR LIGHT
6. ロックよ、静かに流れよ
7. 大脱走
8. ヴギヴギ・キャット!
9. STAND OUT
10. 第二章 追憶の挽歌
11. Love & Dream
12. ONE STEP BEYOND
13. あぁ、グッと
14. 若さの伝説
15. ルート・17
16. THE WAY TOU MAKE ME FEEL
17. 急げよ若者
18. さすらい
19. Midnight Train
20. ROLLIN' IN THE DARK
21. Dream 〜風に打たれて〜
22. ファンキーランド
23. 君を乗せた海賊船
24. ロックメドレー
  1. ゲットレディー
  2. サティスファクション
  3. ジャンピング・ジャック・フラッシュ
25. DAYBREAK
26. パラダイス銀河
27. Diamondハリケーン
28. ロックメドレー
  1. ホンキー・トンク・ウーマン
  2. ツイスト&シャウト
  3. ゲット・オフ・オブ・マイ・クラウド
  4. ホンキー・トンク・ウーマン